# Escut i bandera de Cirat
L'escut i la bandera de Cirat són els símbols representatius de Cirat, municipi del País Valencià, de la comarca de l'Alt Millars.

## Escut heràldic municipal
L'escut oficial de Cirat té el següent blasonament:
| « | Escut quadrilong de punta redona. En camp d'or, un arbre xiprer de sinople, amb un lleó de sable ajagut mirant a destra, acostat de dos escussons d'argent, carregats amb tres ones d'atzur. Al timbre, corona reial oberta | » |

## Bandera
La bandera oficial de Cirat té la següent descripció:
| « | Bandera de proporcions 2:3. Sobre fons groc, un xiprer de verd, amb un lleó de negre ajupit a destra, acostat de dos escussons de blanc, carregats de tres ones de blau. | » |

## Història
L'escut s'aprovà per Resolució de 26 de març de 2012, del conseller de Presidència, publicada en el DOGV núm. 6.750, de 10 d'abril de 2012.
La bandera s'aprovà per Resolució de 2 de juny de 2014 del conseller de conseller de Presidència i Agricultura, Pesca, Alimentació i Aigua en el DOGV núm. 7.346, de 26 d'agost de 2014.